# Bando-kickboxing
Pour les articles homonymes, voir boxe birmane.

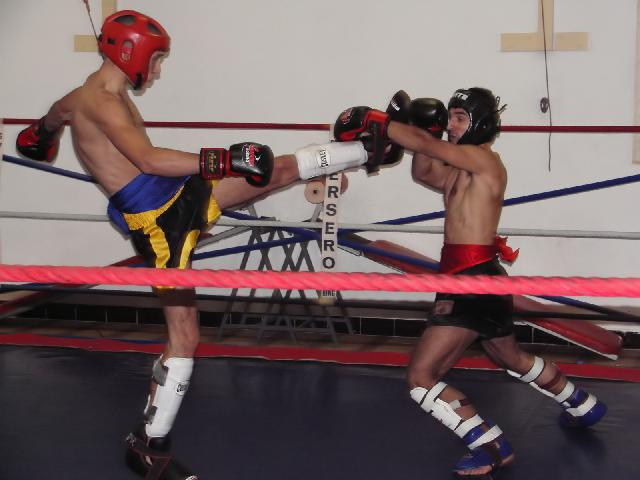
Bando kickboxing (amateur)

Le bando-kickboxing est la forme modernisée et sportive du lethwei, surnommée « boxe birmane à six armes » en Europe (voire quatre armes aux États-Unis). Née en Amérique du Nord au début des années 1960, cette sorte d’escrime des pieds et des poings gantés dans un ring a donné vie, aux États-Unis dans les années 1970, à diverses formes de full-contact et de kick-boxing.
Il existe, en compétition, deux formes de combat : le « bando-kickboxing contrôlé » (light-contact) où les coups sont parfaitement retenus et le « bando-kickboxing de plein-contact » où les coups sont portés à pleine puissance, destinée aux pratiquants expérimentés et majeurs. Suivant les âges et le niveau technique, les règles et les conditions de compétition sont variables : notamment se changent les techniques autorisées et interdites, le temps de combat, le type de surface de combat (tapis ou ring), le port de certaines protections (casque, plastron, jambières, chaussons, etc.).
Il est à noter qu'en France la Commission Nationale de Bando et Boxe Birmane "Thaing Bando et Lethwei France" de la Fédération Française des Sports de Contact développe depuis plusieurs années à côté de la version light contact (touches contrôlées) une version plein contact à huit armes (pieds, poings, coudes et genoux) avec ou sans protection suivant le niveau de pratique.